# Mundo ocidental

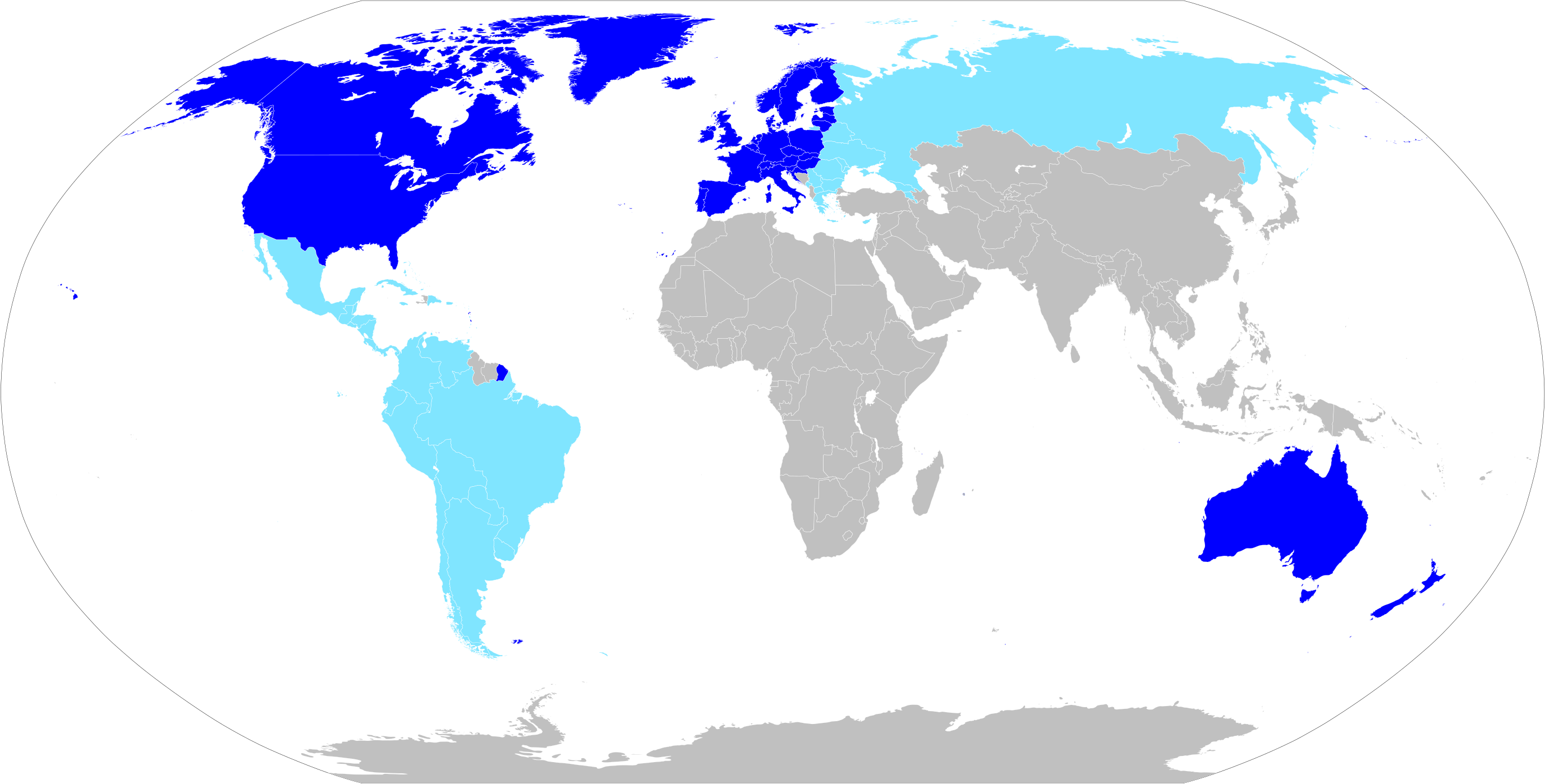
O mundo ocidental baseado na obra Choque de civilizações de Samuel P. Huntington (1996). Em azul-escuro está a extensão restrita do "Ocidente" (Austrália, Canadá, Estados Unidos, Europa Católica e Protestante, mais Nova Zelândia), enquanto em azul-claro estão a Europa Ortodoxa e América Latina. Para Huntington, a Europa Ortodoxa é a parte "Oriental" do Ocidente e a América Latina, embora descenda da civilização europeia ocidental, possui outros importantes elementos em sua formação, como influências culturais dos povos ameríndios.

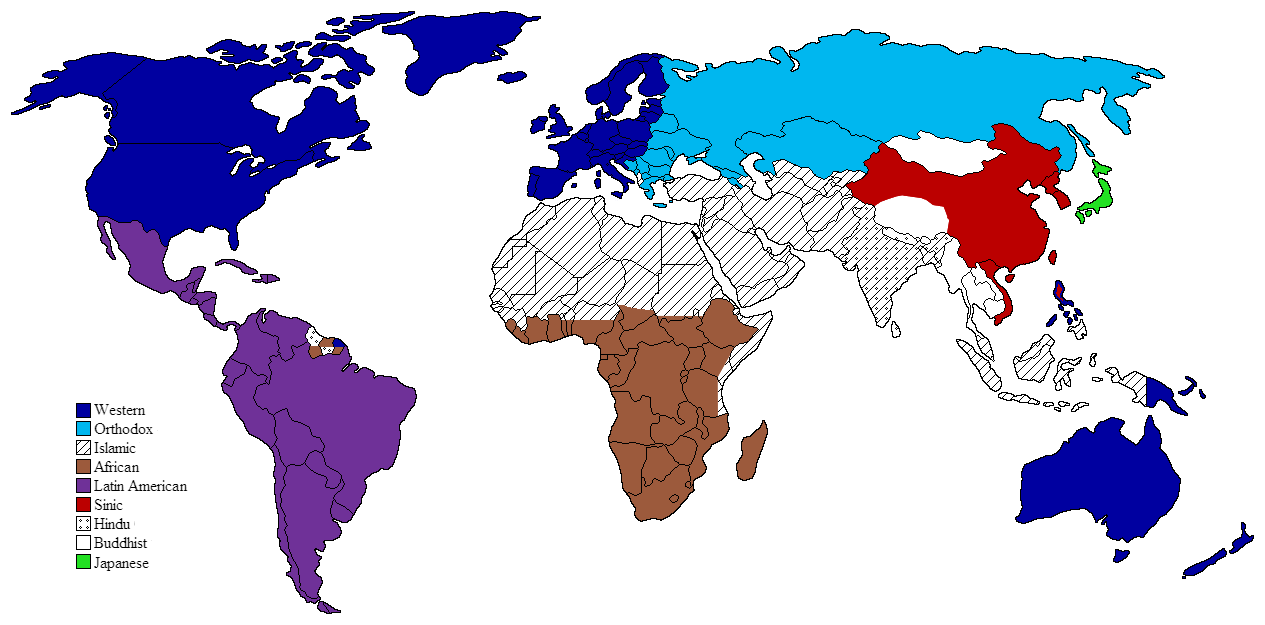
O Ocidente em azul-escuro, tal como definido por Samuel Huntington em seu livro Choque de civilizações (1996).

Mundo ocidental, civilização ocidental ou simplesmente Ocidente (em latim: occidens - "pôr do sol, oeste", como distinto de Oriente), é um termo que se refere a diferentes nações, dependendo do contexto. Não há consenso sobre a definição das semelhanças desses países, além de terem uma população significativa de ascendência europeia e de terem culturas e sociedades fortemente influenciadas e/ou ligadas pela Europa.
O conceito da parte ocidental do mundo tem sua origem na civilização greco-romana na Europa, com o advento do cristianismo. Na Idade Moderna, a cultura ocidental tem sido fortemente influenciada pelas tradições de movimentos como o Renascimento, a Reforma Protestante, o iluminismo, e tem sido moldada pelo expansivo colonialismo europeu do século XV ao XX. Seu uso político foi temporariamente alterado por um antagonismo interno durante a Guerra Fria, no fim do século XX (1947-1991).
Originalmente, o termo tinha um significado geográfico, contrastando a Europa das culturas e civilizações ligadas ao Oriente Médio, Norte de África, Oriente Próximo, Ásia Meridional, Sudeste Asiático e Extremo Oriente, que costumavam ser vistas como "Oriente" pelos primeiros europeus modernos. No entanto, atualmente essa definição tem pouca relevância geográfica, principalmente desde que os Estados Unidos e o Canadá se formaram na América, a Rússia se expandiu para o Ásia Setentrional e a Austrália e a Nova Zelândia foram criadas na Oceania.
No sentido cultural contemporâneo, o mundo ocidental inclui a maior parte da Europa, além de muitos países de origem colonial europeia nas América do Norte e na Australásia, como Estados Unidos, Canadá, Austrália e Nova Zelândia.

## Introdução

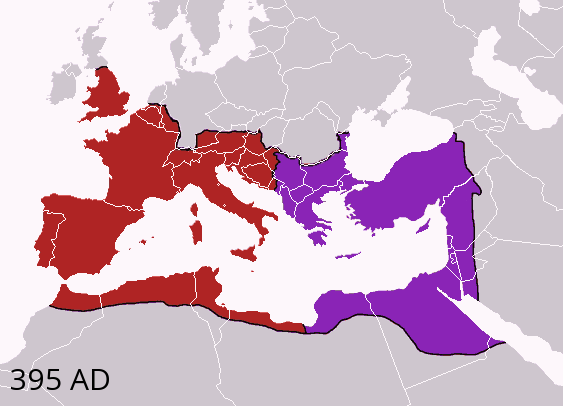
Divisão do Império Romano após a morte de Teodósio, em 395, sobreposta às fronteiras modernas.
Império Romano do Ocidente
Império Romano do Oriente

A cultura ocidental se originou na bacia do mar Mediterrâneo e seus arredores, sendo que a Grécia e a Roma antigas são frequentemente citadas como seus criadores. Com o tempo, seus respectivos impérios cresceram primeiro para o leste e para o oeste, incluindo o resto do Mediterrâneo e áreas costeiras do mar Negro, conquistando, absorvendo e sendo influenciados por grandes civilizações do antigo Oriente Médio muito mais antigas (como a fenícia e a egípcia. Mais tarde, expandiu-se para o norte do mar Mediterrâneo, passando a incluir a Europa Ocidental, a Europa Central, os Bálcãs, o Leste Europeu e a Europa Setentrional. A cristianização da Bulgária (século IX), da Rússia de Quieve (Rússia, Ucrânia e Bielorrússia, no século X), da Escandinávia (século XII) e da Lituânia (século XIV) trouxe o resto dos países europeus para a civilização ocidental (ver: impacto do cristianismo na civilização).
Historiadores, como Carroll Quigley em A Evolução das Civilizações, afirmam que a civilização ocidental nasceu no final do século V, após o colapso total do Império Romano do Ocidente, deixando um vácuo para o florescimento de novas ideias que eram impossíveis nas sociedades clássicas. Em qualquer ponto de vista, entre a queda do Império Romano do Ocidente e o Renascimento, o Ocidente passou por um período de declínio considerável, conhecido como Idade Média, as Cruzadas.
O conhecimento do mundo antigo ocidental foi parcialmente preservado durante este período devido à sobrevivência do Império Romano do Oriente e das instituições da Igreja Católica, além da ampla contribuição dos árabes e principalmente pela ascendência concorrente da idade de ouro islâmica. A importação árabe, tanto de antigas quanto de novas tecnologias a partir do Oriente Médio e do Oriente para a Europa renascentista representou "uma das maiores transferências tecnológicas na história do mundo".

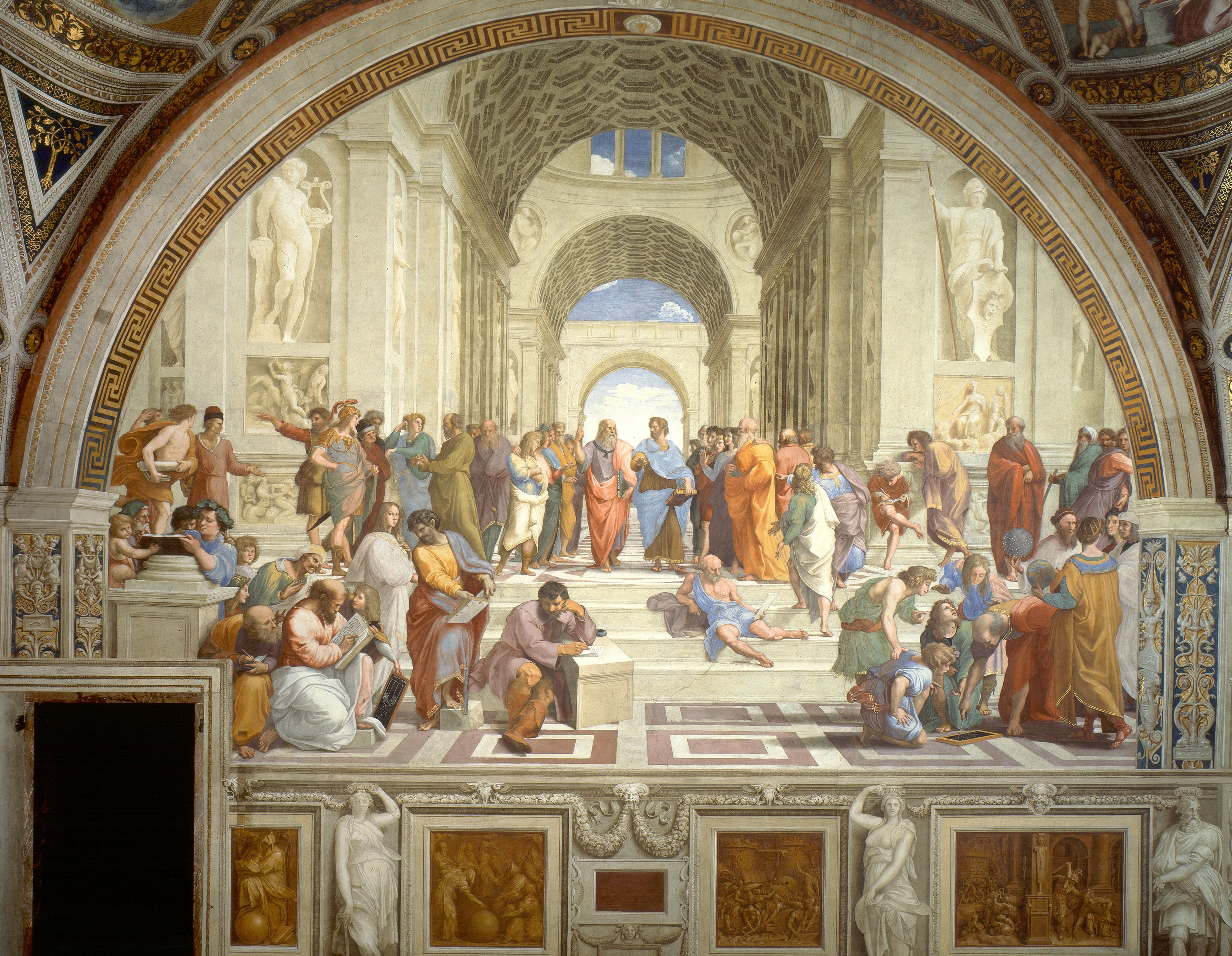
A Escola de Atenas retrata uma reunião dos mais importantes pensadores da Antiguidade Clássica
Afresco de Rafael, 1510-1511

Desde a Renascença, o Ocidente evoluiu além da influência dos antigos gregos, romanos e muçulmanos devido às revoluções Comercial, Científica e Industrial, à expansão dos povos cristãos dos impérios da Europa Ocidental e, particularmente, à abrangência dos impérios europeus dos séculos XVIII e XIX. Muitas vezes, essa expansão foi acompanhada de missionários cristãos, que tentaram fazer proselitismo do cristianismo.
De modo geral, o consenso atual seria definir como parte do Ocidente, no mínimo, as culturas e os povos da Europa, Estados Unidos, Canadá, Austrália, Nova Zelândia e uma grande parte da América Central e do Sul, como Argentina e Brasil. Há um debate entre estudiosos sobre se a Europa Central e Leste Europeu está em uma categoria própria. Um argumento que justifica essa região europeia como parte do Ocidente é que o centro e o sudeste europeus, além dos Países Bálticos, como a República Checa, Polônia, Hungria, Estônia, Lituânia, Letônia, Eslováquia, Eslovênia, Bulgária e Romênia, são agora membros da União Europeia e da OTAN, organizações majoritariamente compostas por países ocidentais. Essas nações foram tanto fortemente influenciadas quanto influenciaram o mundo ocidental e dividem valores sociológicos e culturais com esse grupo de países. A Grécia e o Chipre não estão localizados geograficamente na Europa ocidental, mas são geralmente considerados uma parte do mundo ocidental. Isto porque a cultura ocidental tem raízes gregas e em parte devido a razões políticas, econômicas e religiosas. A Rússia muitas vezes não é considerada como parte do Ocidente. No entanto, a cultura russa (especialmente a música, a literatura e a pintura) é classificada como uma parte integrante da cultura ocidental.

## Cultura

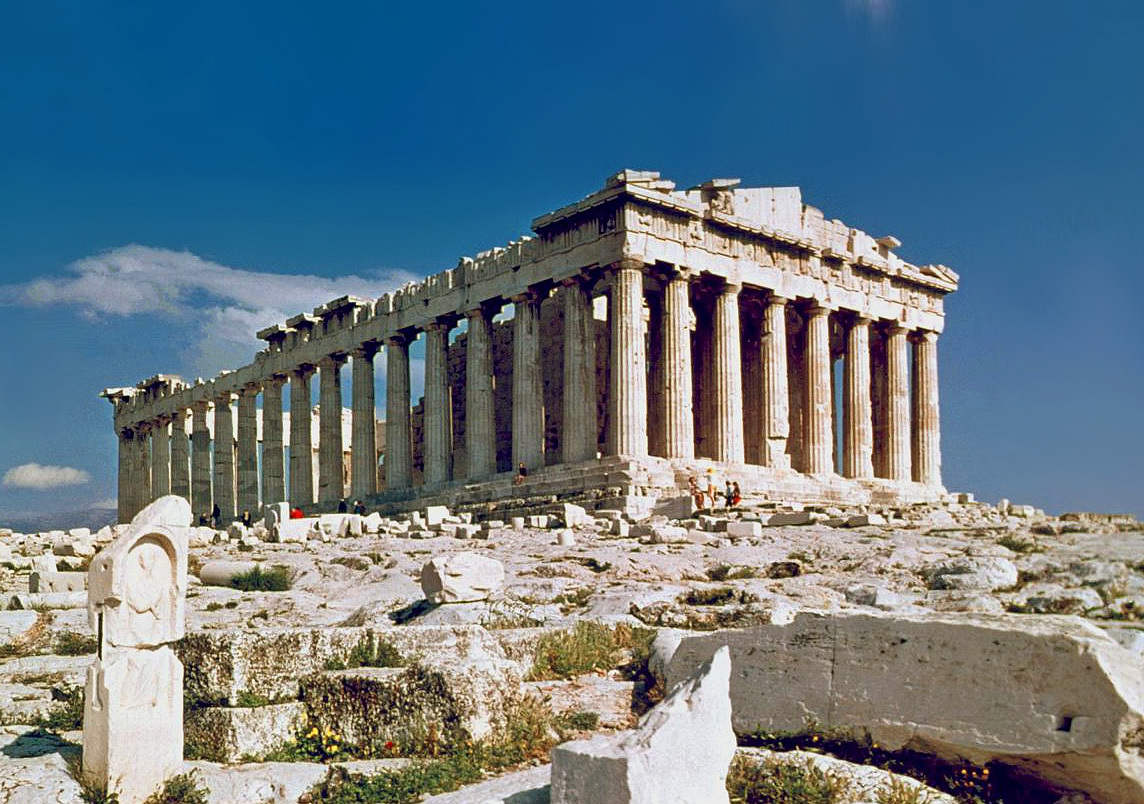
O Partenon, em Atenas.

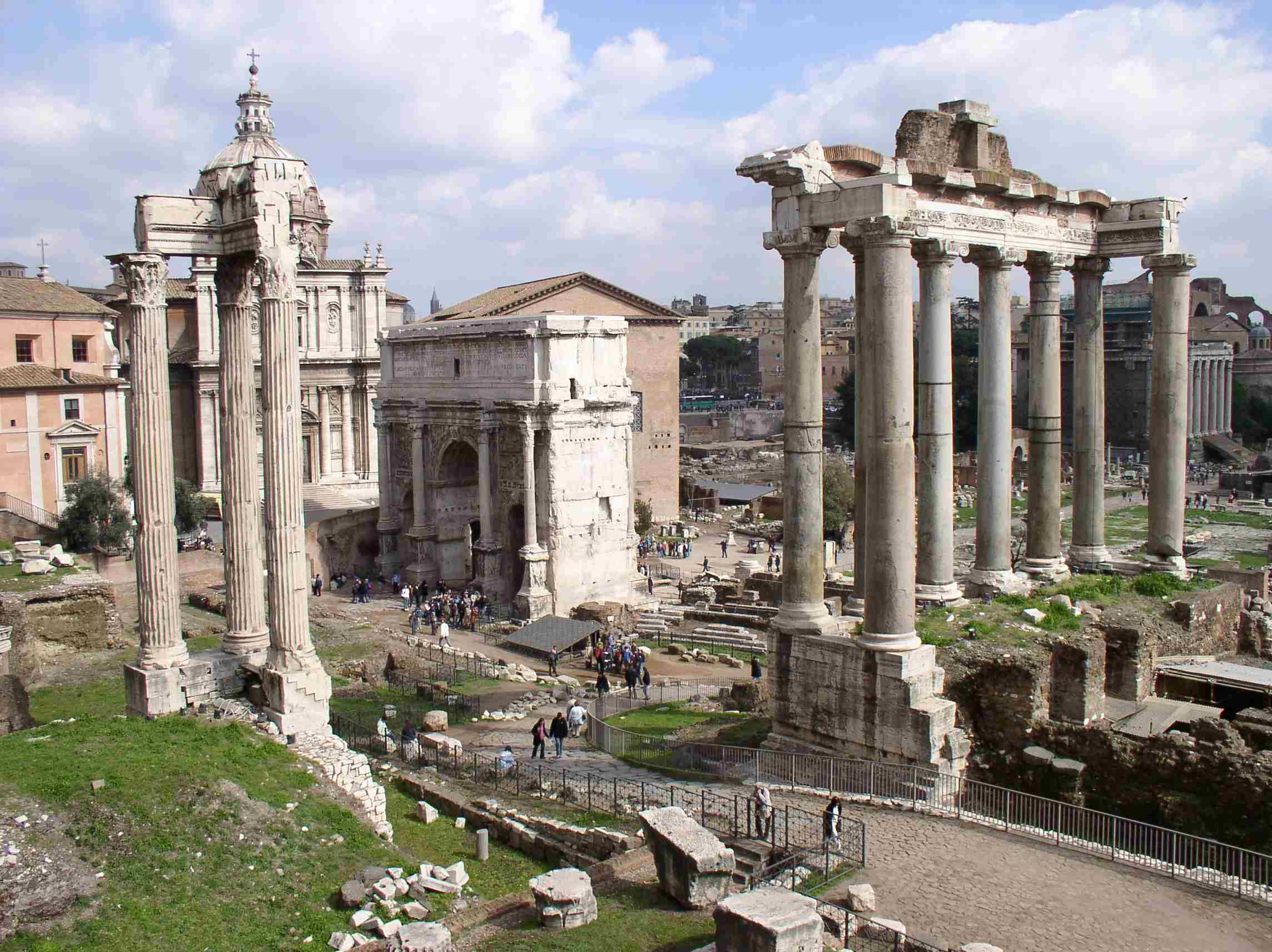
O Fórum Romano, em Roma.

O termo "cultura ocidental" é usado de forma muito ampla para se referir a uma herança de normas sociais, valores éticos, costumes tradicionais, crenças religiosas, sistemas políticos e artefatos e tecnologias específicas.
Especificamente, a cultura ocidental pode implicar:
- uma influência cultural do cristianismo no pensamento, costumes e tradições éticas e morais espirituais, em torno e depois da era pós-clássica;
- influências culturais europeias relativas na arte, música, ética, folclore e tradições orais, cujos temas foram desenvolvidos pelo romantismo;
- influência cultural greco-romana clássica e renascentista na arte, filosofia, literatura, sistemas legais como direito romano e tradições, além dos efeitos sociais do período das migrações e heranças dos celtas, germânicos, eslavos e outros grupos étnicos, bem como a tradição do racionalismo em vários aspectos da vida, desenvolvido pela filosofia helenística, escolasticismo, humanismo, Revolução Científica e iluminismo.

O conceito de cultura ocidental é geralmente ligado à definição clássica do mundo ocidental. Nesta definição, a cultura ocidental é o conjunto de obras literárias, científicas, princípios políticos, artísticos e filosóficos que a distinguem de outras civilizações. Grande parte deste conjunto de tradições e conhecimentos é coletado no Cânone Ocidental.
O termo tem sido aplicado a regiões cuja história é fortemente marcada pela imigração ou colonização europeia, como a América e Austrália, e não está restrito à Europa.
Algumas tendências que definem as sociedades ocidentais modernas são a existência do pluralismo político, do laicismo, da generalização da classe média, das subculturas proeminentes ou contraculturas (tais como movimentos da Nova Era), aumentando o sincretismo cultural resultante da globalização e da migração humana. A forma moderna destas sociedades é fortemente baseada na Revolução Industrial e em problemas sociais e ambientais, tais como a luta de classes e a poluição, bem como as reações a eles, tais como o sindicalismo e o ambientalismo.

## Definição
| 0,800 – 1,000 (muito alto) 0,700 – 0,799 (alto) 0,555 – 0,699 (médio) | 0,350 – 0,554 (baixo) Sem dados |

Países que falam línguas indo-europeias.

Ocidente e Oriente em 1980, definido pela Guerra Fria.

Mapa-múndi representando as quatro categorias do Índice de Desenvolvimento Humano, baseado no relatório publicado em 2020, com dados referentes a 2019.

Originalmente, a expressão indicava as áreas da Europa tradicionalmente católicas ou protestantes. A diferença entre o Ocidente e a sua contrapartida o Oriente é mais velha: no Império Romano já havia diferença entre a parte ocidental latina e a parte oriental, dominada pelos gregos. A separação do Império Romano em uma parte Ocidental e uma parte Oriental em 395 e o cisma de 1054 também reforçaram esta diferença. Ao longo dos séculos, o Grande Cisma causou diferenças determinantes na estrutura social, nas formas dominantes, no domínio das tecnologias aplicadas e desenvolvimento econômico, na filosofia e na ética, na arquitetura, nas artes e no vestuário.
Com a expansão da religião cristã na Europa, a diferença foi levada às outras partes da Europa. Por exemplo, a Rússia e a Bulgária foram convertidas a partir de Constantinopla e fazem parte do "Oriente", enquanto os irlandeses e os neerlandeses pertencem ao Ocidente. Depois da Idade Média, o Ocidente foi caracterizado por um grande número de correntes de desenvolvimento filosófico, tais como o Renascimento, o iluminismo, o protestantismo e o humanismo.
Hoje em dia, usam-se várias definições para o Ocidente:
- Definição clássica;
- Culturas dominantes desde a época colonial;
- Países da OTAN durante a guerra fria;
- Países ao ocidente da Ásia;
- Definições de governos.

A definição clássica para o "Mundo Ocidental" compreende os países da Europa (por oposição a Ásia, o "mundo oriental"), e os que têm suas raízes históricas e culturais ligadas à Europa. Nesta definição se incluem, além da própria Europa, também a América e a Oceania e, em parte, também a África do Sul.
A expressão Mundo Ocidental às vezes refere-se ao grupo de países que alcançaram a hegemonia desde a segunda parte do segundo milénio. Nesta definição estão incluídos a Europa Ocidental, os Estados Unidos e o Canadá (os líderes do mundo ocidental).
Durante a Guerra Fria, a expressão "Mundo Ocidental" se referia de maneira muito genérica aos países capitalistas desenvolvidos. Esta definição inclui os Estados Unidos, o Canadá, a Europa Ocidental, a Austrália, a Nova Zelândia, e também o Japão e Israel.
Definições de governos servem um alvo legal e administrativo. Às vezes, elas têm pouca relação com definições que foram apresentados acima. Por exemplo, o governo dos Países Baixos considera os imigrantes da Indonésia (uma ex-colônia holandesa) como imigrantes ocidentais.